# Alvar (Hinduismus)

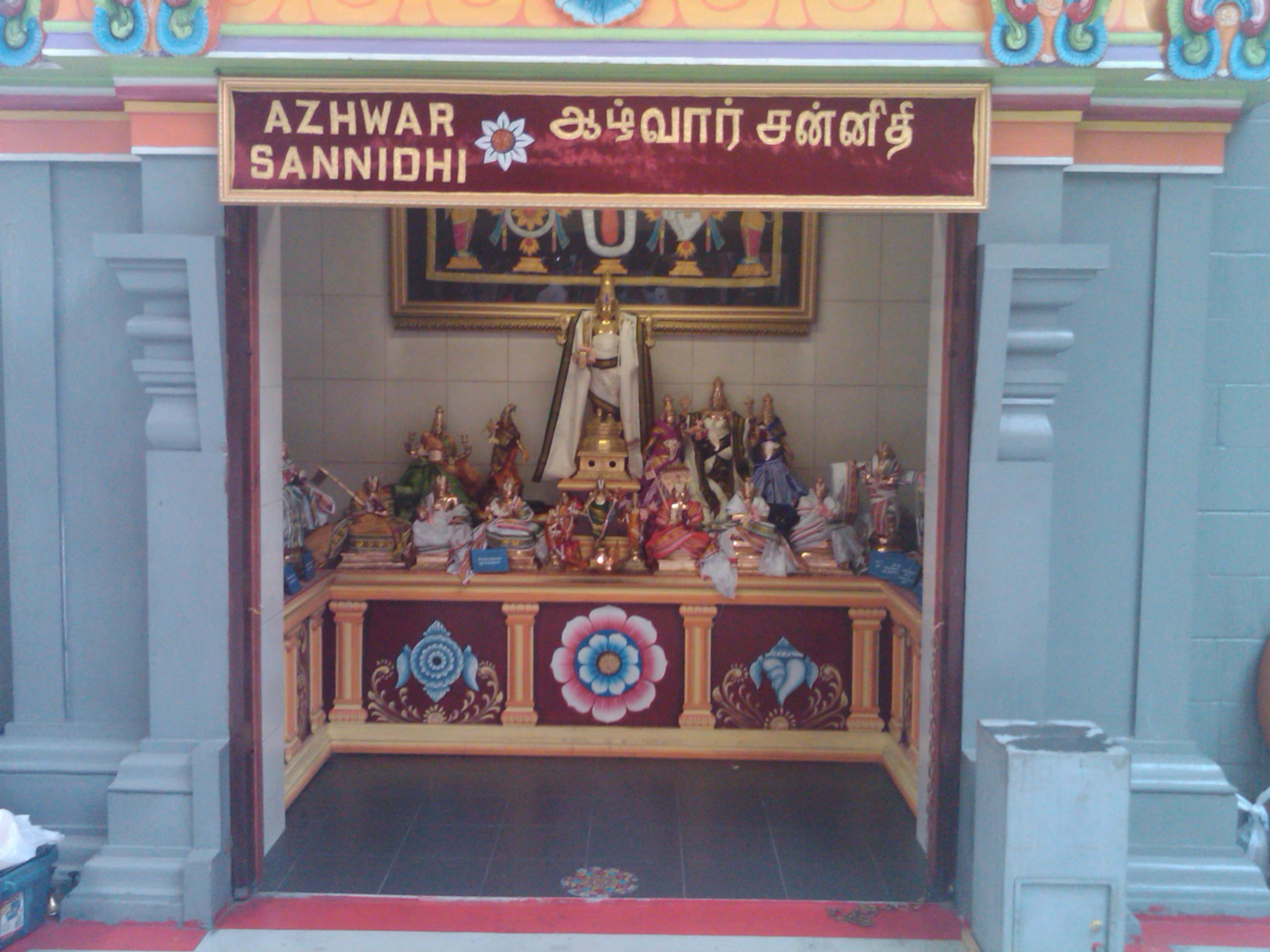
Schrein für die 12 Alvars in einem Hindutempel

Die Alvars (Tamil ஆழ்வார் Āḻvār = „die [in Gott] Versunkenen“) sind eine Gruppe hinduistischer Hymnendichter, die vermutlich zwischen dem 7. und 9. Jahrhundert in Tamil Nadu, in Südindien, lebten. Ihre religiösen Gedichte an Vishnu gelten als erstes Zeugnis der hinduistischen Frömmigkeitsbewegungen, die unter dem Namen Bhakti weltweit bekannt geworden sind. Die Gedichte der Alvars stellen eine wichtige Grundlage der Sri Vaishnavas dar und werden von ihnen seit Jahrhunderten gelernt, interpretiert und in vielen Sri-Vaishnava-Tempeln täglich rezitiert.

## Zeitliche Einordnung
In der akademischen Literatur werden die Alvars in das 7. bis 9. Jahrhundert eingeordnet. Die erste Einordnung in diese Zeit findet sich bei Hooper (1929). In der Fachliteratur finden sich keine Verweise auf Arbeiten, die eine explizite Herleitung des Zeitraums enthalten. Es mag sein, dass die Verweise auf Shiva-Verehrer in den Versen der Alvars als Verweise auf die Nayanmars interpretiert werden, was die Alvars zu ihren Zeitgenossen machen würde. Zudem wurden im 7. bis 9. Jahrhundert sehr viele Vishnu-Tempel in Südindien gebaut (z. B. der Ranganathaswamy-Tempel in Srirangam), was sich als Folge einer Welle von Vishu-Verehrung interpretieren lässt, zu der die Alvars plausiblerweise gehört haben.
Innerhalb der Sri-Vaishnava-Tradition werden die Alvars zumeist in den Beginn des frühen Kali Yugas verortet und Argumente der akademischen Literatur angezweifelt.

## Die zwölf Alvars
- Poigai Alvar (7. Jahrhundert) wurde als Findelkind beim Teich nahe einem Vishnutempel gefunden.
- Bhudattalvar (7. Jahrhundert), von ihm ist nur wenig bekannt.
- Pey Alvar (7. Jahrhundert), auch er wurde der Legende nach in einem Teich aufgefunden. Poigai, Bhudat und Pey sind zusammen auch als Mudhal (=frühe) Alvars bekannt.[4]
- Tirumalisai Alvar (Anfang 8. Jahrhundert) lebte der Legende zufolge sehr lange und studierte eingehend alle spirituellen Traditionen des indischen Subkontinents.[5]
- Nammalvar (um 800) gilt als größter Alvar. Er lebte nur 32 Jahre, viele davon in einem Baum versunken in Meditation.[6]
- Madhurakavi war ein Schüler von Nammalvar.
- Kulashekara war ein König von Travancore in Kerala, der um Gott zu suchen auf den Thron verzichtete.
- Periyalvar (auch Vishnucitta) war ein Brahmane und vermochte mit seinen Liedern den König der Pandya bekehren.
- Andal war die einzige Frau der Alvar und die Adoptivtochter von Periyalvar.
- Tondaradippodi war ein Sünder der durch Vishnus Gnade die Erlösung erlangte.
- Tiruppan Alvar war ein Unberührbarer. Auf Vishnus Geheiß trug der höchsten Priester ihn in den Tempel.
- Tirumangai Alvar war ein Räuber, der durch seine Frau zur Religion fand und aus dem Raubgut einen Tempel errichtete.

## Wirken der Alvar
Die Alvars lebten in einer Zeit religiöser Umbrüche. In der Zeit des klassischen Hinduismus hatte sich der Gedanke herausgebildet, dass das Karma des Menschen nicht von nur von Opfern abhängig war, sondern vielmehr durch meditative Gleichmut und Pflichterfüllung beeinflusst werden konnte. Im Extremfall wurden hierdurch die Götter verdrängt oder bedeutungslos, da sie ja selbst Karma aufwiesen und dem Kreislauf der Wiedergeburten unterlagen.
Im 8. Jahrhundert erstmals nachweisbare Vorstellungen ergänzen dies mit dem Konzept, dass man nicht nur durch eigene Anstrengung erlöst werden könne, sondern auch durch Hingabe und der Gnade des Göttlichen in der Form von Vishnu oder Shiva. Der Weg der Hingabe wird hierbei als den anderen Wegen, also insbesondere Meditation (d. h. Yoga nach Patanjali) und Erkenntnis, überlegen angesehen, da er keinerlei Voraussetzungen seitens des Aspiranten hat. Im Rahmen der Verfeinerung der Philosophie durch die Sri-Vaishnava-Tradition wurden zusätzlich Bhakti und Prapatti abgegrenzt. Hierbei wird gesagt, dass Bhakti, die liebevolle Hingabe an Vishnu bzw. einen seiner Avataras, in der Tat ein Weg zur Befreiung ist. Es wird aber eingewendet, dass dieser Weg u. U. mehrere Leben dauern kann. Prapatti dagegen sei direkt und sofort wirksam, die Gedichte der Alvars sprächen im Kern alle über Prapatti, nicht Bhakti.
Im orthodoxen Hinduismus wurden Gebete und Texte auf Sanskrit verfasst und waren daher nur für wenige außerhalb der obersten Kasten verständlich. Die Alvars verwendeten hingegen ihre lokale Sprache, Tamilisch, ihre Gedichte waren daher seinerzeit für jedermann verständlich und können auch heute noch von Tamil-Sprechern relativ gut verstanden werden.
Insgesamt verfassten die Alvars ca. 4000 Verse. Zur Rezeption der Verse zur Zeit der Alvars gibt es keine belastbaren Quellen. Von manchen Alvars sagt die Legende, dass sie wie Sadhus in Zurückgezogenheit lebten, während andere ihre Kompositionen wohl öffentlich rezitierten. Der Legende zufolge waren die ihre Gedichte bereits um die Mitte bzw. gegen Ende des 9. Jahrhunderts größtenteils vergessen und wurden von Weisen Nathamuni wiedergewonnen. Durch die Lehrtätigkeit von Nathamuni, seiner Nachfolger und Schüler wurden die Gedichte der Alvars aber schnell wieder sehr populär und bildeten die Basis der noch heute in Südindien verbreiten Sri-Vaishnava-Tradition.
Die heute verfügbare Form der Gedichte der Alvars wird Divya Prabandham (göttliche Dichtung) genannt und wurde im Wesentlichen von Nathamuni ediert. Er teilt das Divya Prabhandam in vier Blöcke aus je ca. 1000 Versen auf. Nathamuni vertonte die Gedichte auch, so dass sie häufig auch gesungen werden.